# Prima donna

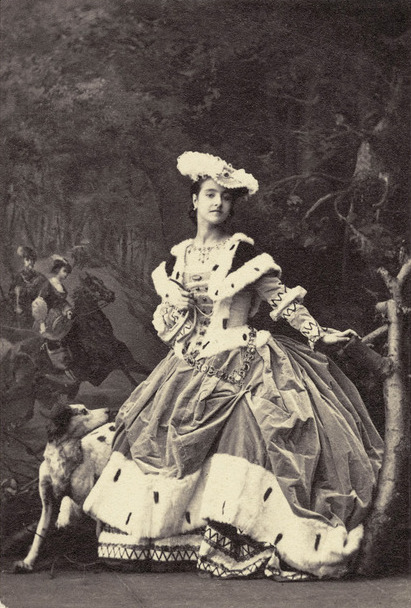
Adelina Patti, prototipo de la Prima Donna del.

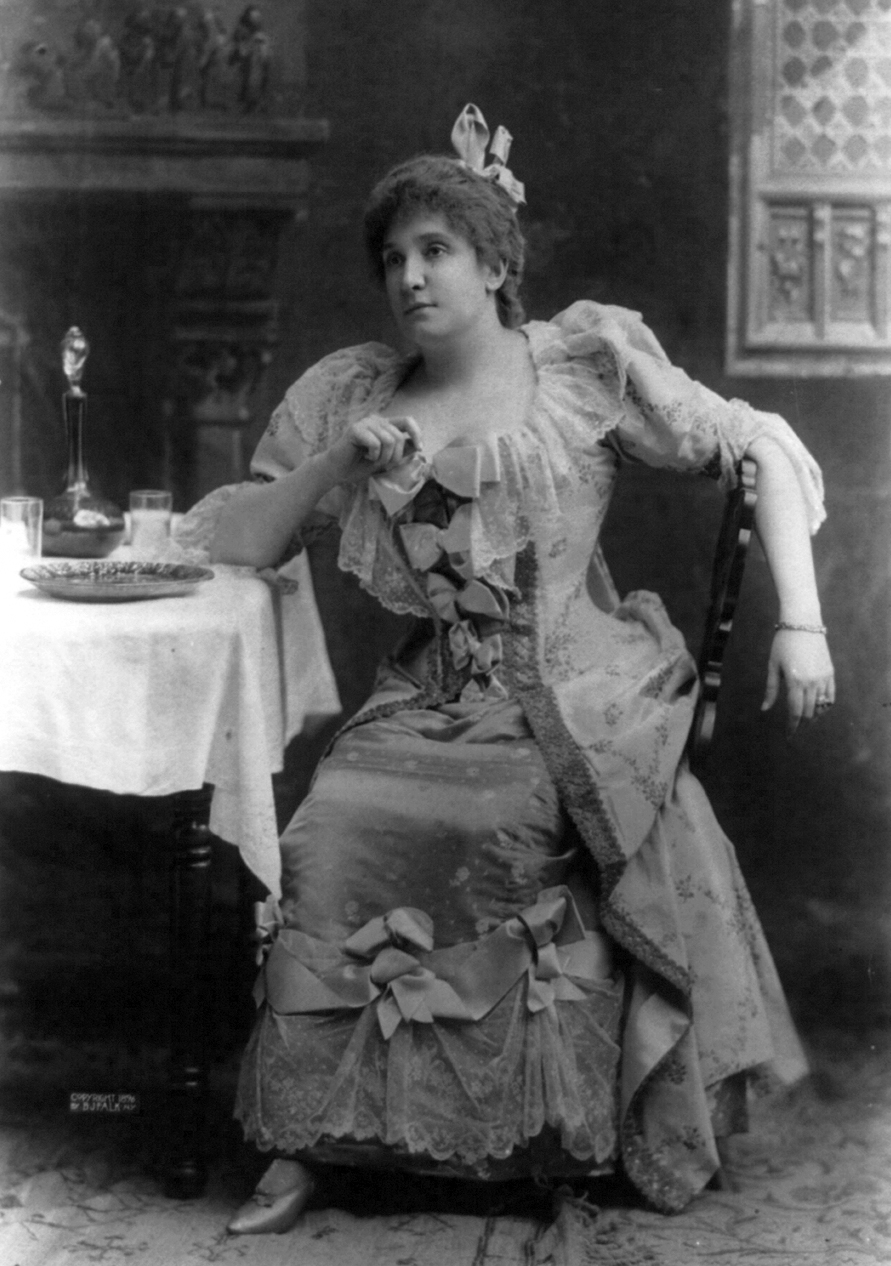
Dame Nellie Melba.

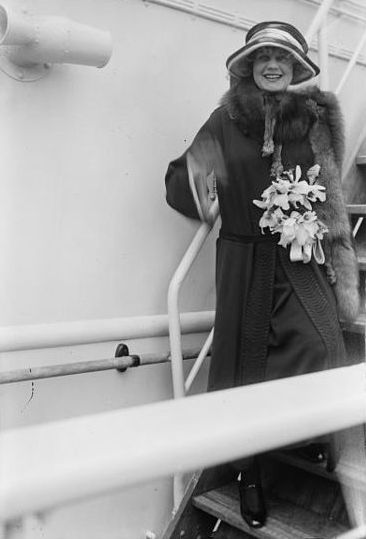
Maria Jeritza.

En el ámbito de la ópera, prima donna es el término en italiano que se usa para designar a la primera cantante, mujer que desempeña los papeles principales y que generalmente es una soprano. El término correspondiente para el principal masculino es el de primo uomo, originalmente un castrato y actualmente un tenor.
Históricamente las prime donne han sido motivo de ciertas rivalidades entre los aficionados a la ópera, dividiéndose en "clubs" contrarios que apoyan a una cantante sobre otras.
Ejemplos los hay desde los inicios de la ópera. Uno de los primeros casos fue el que se dio en el siglo XVIII entre Faustina Bordoni y Francesca Cuzzoni, dos cantantes que en Londres disputaron la primacía incluso por sobre los castrati y que en una ocasión llegaron a enfrentarse a golpes en el transcurso de una representación en presencia de la princesa de Gales.
En el siglo XIX fue famoso el enfrentamiento en París entre María Malibrán y Henriette Sontag que culminó cuando la última se casó con un miembro de la nobleza y se retiró en la plenitud vocal.
Una de las máximas divas en todo sentido fue Adelina Patti que llegó a cobrar por cada nota que cantaba amasando una fortuna inmensa.
En el siglo XX una de las rivalidades más famosas, fue la que hubo entre los admiradores de María Callas y los de Renata Tebaldi, que en los años 50s y 60s llenó portadas de revistas y periódicos y que culminó con un encuentro entre ambas cantantes en 1968 en el que se reconciliaron.
Otra rivalidad entre sopranos fue la ocurrida entre Lotte Lehmann y Maria Jeritza en Viena antes de la Segunda Guerra Mundial.
Anteriormente Lillian Nordica mantuvo una sería rivalidad con la célebre soprano australiana Nellie Melba.
Las rivalidades entre divas está ironizado en la película Y la nave va de Federico Fellini.
Debido a sus posibles connotaciones peyorativas, caprichosas, temperamentales y demandantes, el término Prima Donna y Diva ha caído en desuso al referirse a las cantantes de ópera y música popular de la actualidad y sólo se usa en contadas ocasiones.